# Zumarraga (Spagna)
Zumarraga (in spagnolo Zumárraga) è un comune spagnolo di 9 636 abitanti situato nella provincia di Gipuzkoa della comunità autonoma dei Paesi Baschi.

## Etimologia
Il nome del comune deriva dal basco zumar ("olmo") e il suffisso locativo -aga, e significa il "posto dell'olmo". A partire dal XIX secolo si afferma la forma castigliana Zumárraga, ma dal 1996 il comune adotta come unica grafia ufficiale del nome quella basca, senza accento. Nella provincia filippina di Samar esiste un comune con lo stesso nome, Zumarraga.

## Storia
Le prime attestazioni di Zumarraga risalgono al 1366 quando Enrico II di Castiglia, che stava conduncendo una guerra di successione col fratello Pietro I di Castiglia, donò il monastero di Zumarraga al Signore di Lazkao.
In origine Zumarraga era costituita da piccoli nuclei abitati sparsi intorno alla parrocchia di Santa Maria di Zumarraga, successivamente conosciuta come "l'Antica". Dalla fine del Quattrocento si iniziò a stabilire un primo vero nucleo urbano sulle rive dell'Urola.
Fra le date più importanti per la storia del comune: il 1526, quando si emanarono le prime ordinanze municipali; il 1860 con l'approvazione del primo piano urbanistico; il 1865 con la fondazione del mercato, che attualmente si svolge a cadenza settimanale ogni sabato.
Nel 1930 si installò in città l'impresa Esteban Orbegozo S.A., che ha portato a un forte incremento demografico durante gli anni '50, grazie al quale il numero di abitanti di Zumarraga si è quadruplicato. Questo periodo di crescita demografica ha raggiunto l'apice nel 1977, con una popolazione di 12 619 persone. Da allora la città è stata oggetto di un declino economico e demografico che ha ridotto la popolazione sotto i 10 000 abitanti.

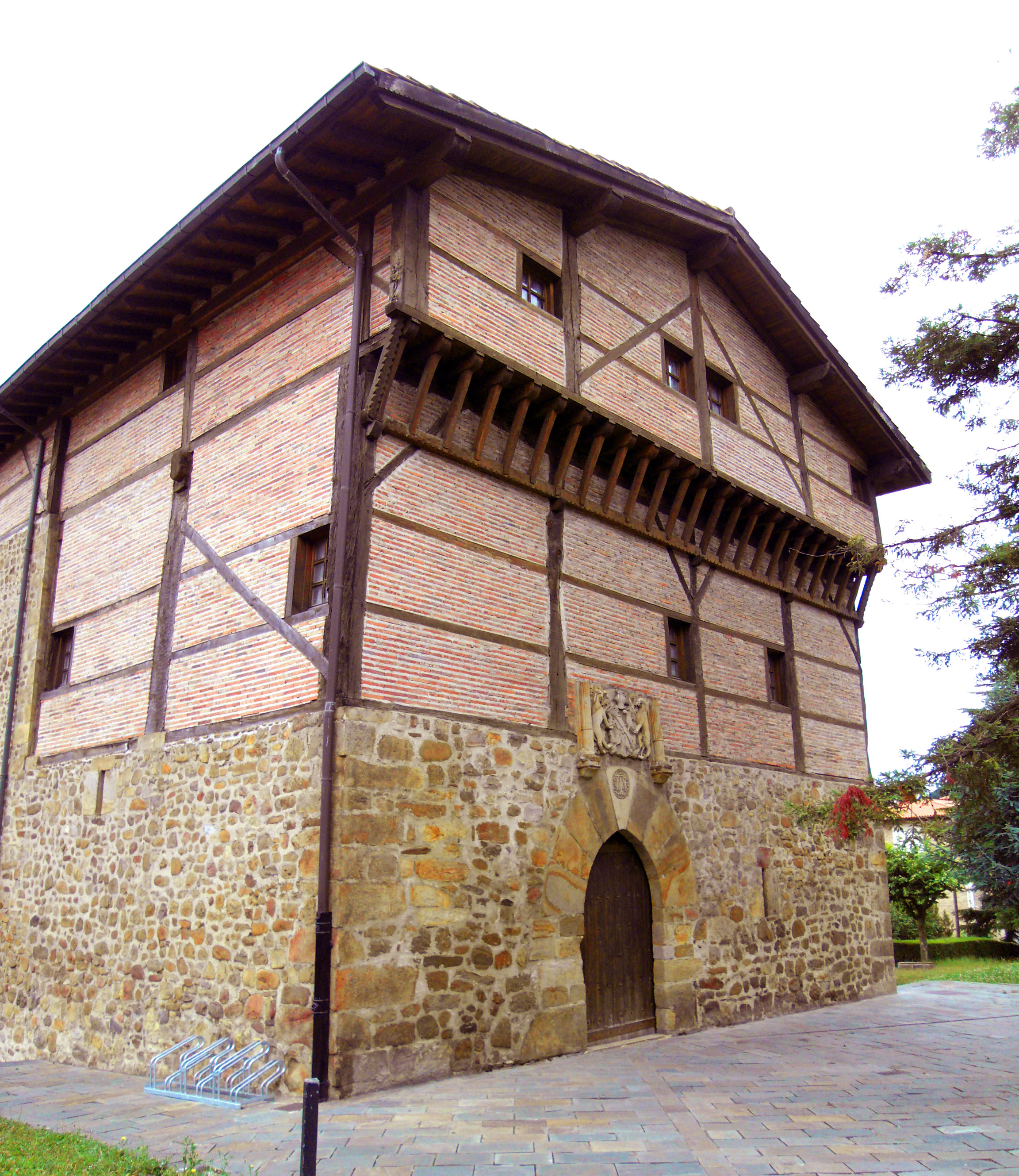
La casatorre di Miguel López de Legazpi

## Società

### Evoluzione demografica
Abitanti censiti

### Lingue e dialetti
Il dialetto basco locale appartiene alla variante gipuzkoana, anche se presenta influenze della variante biscaglina.
Nel 2016, il 51,06% della popolazione era bascofona.

## Amministrazione
Dalla Transizione spagnola ad oggi, le persone che hanno ricoperto la carica di sindaco (in basco alkatea, in spagnolo alcalde) sono state le sueguenti:
| Periodo | Periodo   | Primo cittadino         | Partito                                                        | Carica  | Note |
| ------- | --------- | ----------------------- | -------------------------------------------------------------- | ------- | ---- |
| 1979    | 1983      | Jose Luis Ruiz Idigoras | Partito Nazionalista Basco (EAJ-PNV)                           | Sindaco |      |
| 1983    | 1987      | Juan Mari Garitano      | EAJ-PNV                                                        | Sindaco |      |
| 1987    | 1991      | Jose Julian Irizar      | Eusko Alkartasuna (EA)                                         | Sindaco |      |
| 1991    | 1995      | Jose Julian Irizar      | EA                                                             | Sindaco |      |
| 1995    | 1999      | Anton Arbulu Ormaechea  | Partito Socialista dei Paesi Baschi-Euskadiko Ezkerra (PSE-EE) | Sindaco |      |
| 1999    | 2003      | Aitor Gabilondo Ruiz    | EAJ-PNV                                                        | Sindaco |      |
| 2003    | 2007      | Anton Arbulu Ormaechea  | PSE-EE                                                         | Sindaco |      |
| 2007    | 2008      | Anton Arbulu Ormaechea  | PSE-EE                                                         | Sindaco |      |
| 2008    | 2011      | Mikel Serrano Aperribay | PSE-EE                                                         | Sindaco |      |
| 2011    | 2015      | Mikel Serrano Aperribay | PSE-EE                                                         | Sindaco |      |
| 2015    | 2019      | Mikel Serrano Aperribay | PSE-EE                                                         | Sindaco |      |
| 2019    | 2023      | Mikel Serrano Aperribay | PSE-EE                                                         | Sindaco |      |
| 2023    | in carica | Mikel Serrano Aperribay | PSE-EE                                                         | Sindaco |      |